# 4 Pułk Dragonów Kresowych
4 pułk dragonów kresowych – oddział jazdy dywizyjnej Wojska Polskiego w II Rzeczypospolitej okresu wojny polsko-bolszewickiej.

## Formowanie i zmiany organizacyjne
Wiosną 1918 przy szwadronie instrukcyjnym szwoleżerów Armii Polskiej we Francji stacjonującym w Alenęon, sformowany został 1 szwadron 1 grupy 1 pułku szwoleżerów. W maju nowo sformowany szwadron wyruszył na front w składzie 1 Dywizji Strzelców  do Szampanii. 

W połowie grudnia 1918 w obozie Santa Maria la Brun powstał 2 szwadron 1 grupy. W marcu 1919 przewieziony został do Vauvilliers we Francji, gdzie dołączył do 1 pułku szwoleżerów. We Włoszech powstał również 3. i 4 szwadron 2 grupy 1 pułku szwoleżerów. Wiosną oddziały Błękitnej Armii przybyły do Polski wzięły udział w walkach o niepodległość, a latem Grupy zostały przeformowane w dywizjony.
Rozkazem Ministerstwa Spraw Wojskowych z 17 czerwca 1919, z luźnych szwadronów poprzydzielanych do oddziałów piechoty jako kawaleria dywizyjna, utworzone zostały cztery pułki dragonów: 1. w Lublinie, 2. w Pińczowie, 3. w Tarnowie i 4 pułk dragonów kresowych. Pułki posiadały różną liczbę dywizjonów i szwadronów. 4 pułk miał dwa dywizjony. Etat szwadronu polowego pułku dragonów wynosił: 5 oficerów, 1 podchorąży, 23 podoficerów i 140 szeregowych. Koni wierzchowych 146, taborowych 14, jedna kuchnia polowa i 6 wozów. Pluton ciężkich karabinów maszynowych przy dywizjonie dragonów miał 2 ckm-y. Każdy dyon posiadał też swojego lekarza. Pułk nie miał osobnej komisji gospodarczej. Dowództwo pułku obsługiwane było przez komisję gospodarczą dowództwa frontu na którym działały jego dywizjony.
Jesienią 1919 zreorganizowano jazdę dywizyjną. W miejsce istniejących pułków dragonów sformowano cztery pułki strzelców konnych. Dowództwa pułków strzelców konnych sprawowały tylko funkcje inspekcyjne, nie dowódcze. 
We wrześniu dowództwo 4 pułku dragonów przeformowano w dowództwo 4 pułku strzelców konnych. Jesienią powstał też jego III i IV dywizjon. Dywizjony te powstały na bazie 1. i 2 grupy szwadronów 3 pułku szwoleżerów, które to zostały sformowane w lutym i marcu 1919  we Francji. Z kolei nadwyżki szwadronu instrukcyjnego szwoleżerów zebrane w Brzeżanach posłużyły do sformowania szwadronu zapasowego 4 psk, który we wrześniu 1919 rozmieszczono w Hruszowie nieopodal Lubaczowa.

Poza zmianą nazwy, przemianowanie na pułk strzelców konnych to nie pociągnęło za sobą żadnych zmian organicznych wewnątrz pułków. Dawni dragoni przestali jednak nosić zielone patki na kołnierzach. W międzyczasie pułki rozrosły się do czterech dyonów i posiadały nominalnie po 8 szwadronów i szwadron zapasowy. W drugiej połowie 1920 wyszły nowe etaty wojenne pułków strzelców konnych. Według tych etatów, w skład pułku wchodziły trzy dywizjony z numeracją I–III, oraz szwadron zapasowy. Dywizjon składał się z dowództwa dyonu, plutonu ckm na taczankach i dwóch szwadronów z wewnętrzną numeracją pułkową 1–6. Szwadron zapasowy dzielił się na dowództwo ze sztabem i sekcją łączności, oraz oddziały: rekrutów, ozdrowieńców, ujeżdżania koni i karabinów maszynowych.

## Walki dywizjonów
Poszczególne dywizjony  4 pułku strzelców konnych prowadziły działania jako jazda dywizyjna przydzielona do poszczególnych dywizji piechoty. I dywizjon walczył w ramach 13 Dywizji Piechoty, II dywizjon w składzie 11 Dywizji Piechoty, III dywizjon w składzie  5 Dywizji Piechoty, a   IV dywizjon stanowił jazdę organiczną 12 Dywizji Piechoty.

## Pułk w okresie pokoju (reorganizacja)
W październiku 1920  I dywizjon wszedł w skład sformowanego w Hrubieszowie nowego 2 pułku strzelców konnych. Pozostałe dywizjony zostały włączone w skład nowego 6 pułku strzelców konnych tworzonego w Hruszowie. Dotychczasowy III dywizjon został przeformowany na I/6 psk, a dotychczasowy IV dywizjon otrzymał numer III. 
W grudniu 1920 nastąpiła redukcja wojennych dywizjonów do rozmiarów szwadronów. W październiku 1921, z nadwyżek II dywizjonu sformowano szwadron, który przekazano do nowo formowanego 10 pułku strzelców konnych w Łańcucie.

## Struktura organizacyjna
Pierwszy skład
- dowództwo pułku
- pododdziały 1 pułku szwoleżerów „Błękitnej Armii”
- pododdziały 2 pułk szwoleżerów „Błękitnej Armii”